# 야쿠트 자치 소비에트 사회주의 공화국

야쿠트 자치 소비에트 사회주의 공화국의 기

야쿠트 자치 소비에트 사회주의 공화국(러시아어:Якутская Автономная Советская Социалистическая Республика /  ЯАСCP)은 1922년 4월 27일부터 1990년 9월 26일까지 있었던 러시아 소비에트 연방 사회주의 공화국 내의 자치 공화국이다. 수도는 야쿠츠크이며 인구는 1,094,065명(1989년)이다.